# 唐津鉄道事業部
佐賀鉄道事業部（さがてつどうじぎょうぶ）は、佐賀県唐津市の西唐津駅構内に存在しる九州旅客鉄道（JR九州）の事業部の一つであり、本社鉄道事業本部の直轄である。

## 管轄路線
※ 管轄境界駅については、唐津鉄道事業部が管理を担当していた駅を記載している。
- 筑肥線（全線）
- 唐津線（全線。ただし、久保田駅は本社佐賀鉄道事業部の管轄）

## 歴史
- 1991年（平成3年）6月1日 - 唐津鉄道事業部発足[2]。
- 2001年（平成13年）4月1日 - 北部九州地域本社設立により、本社直轄から北部九州地域本社管轄に変更[3]。
- 2010年（平成22年）4月1日 - 再度本社直轄に戻る[3]。
- 2011年（平成23年）4月1日 - 検修部門を唐津車両センターに分離。
- 2021年（令和3年）4月1日 - 佐賀鉄道部と統合し佐賀鉄道事業部となる[4]。

## 唐津乗務センター

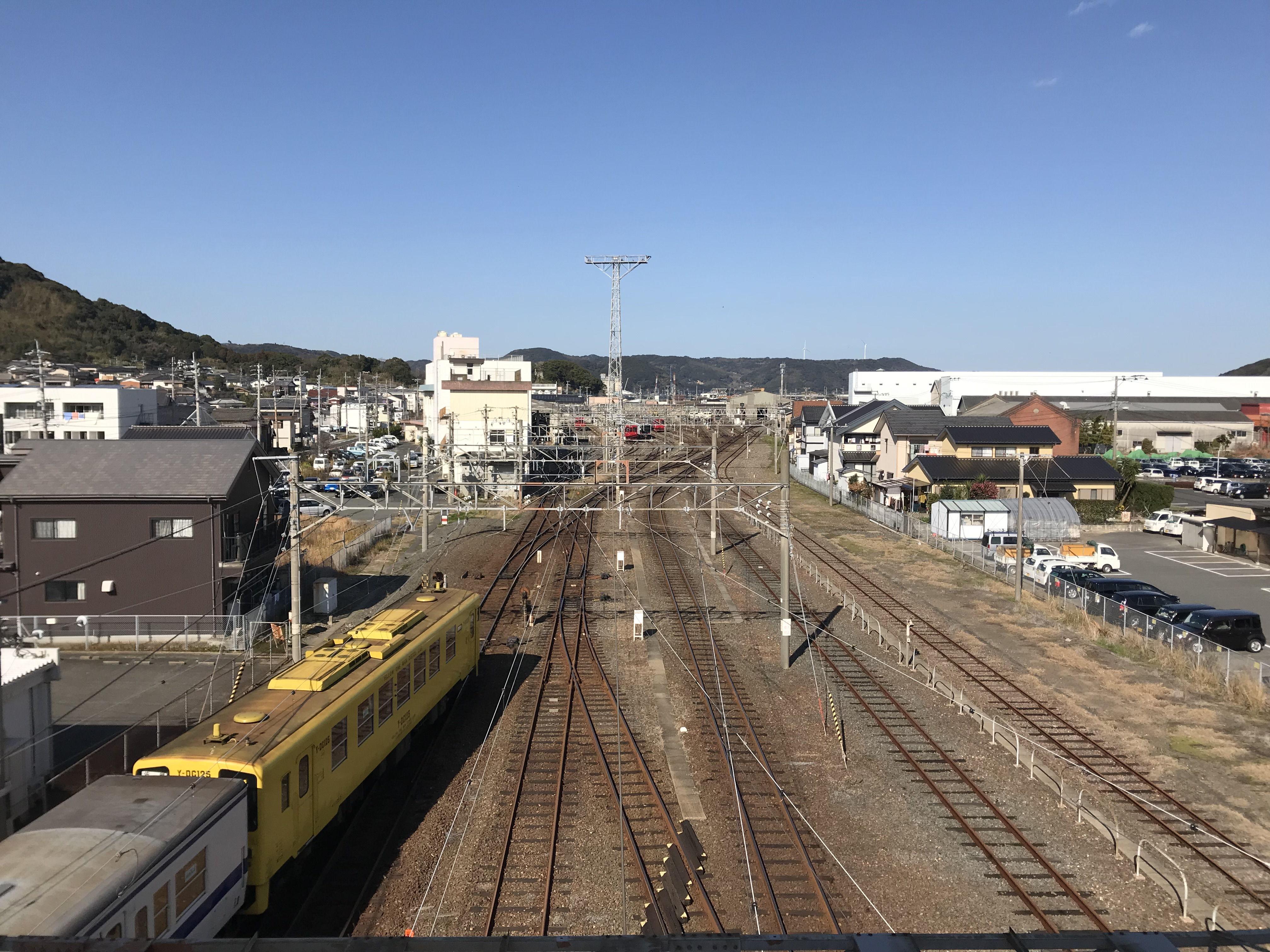
西唐津駅北側の陸橋から望む唐津運輸センター

唐津乗務センター（からつじょうむセンター）は、唐津線西唐津駅付近にある九州旅客鉄道（JR九州）本社管轄の乗務員基地である。佐賀県唐津市西唐津1丁目6162番2号に所在する。

## 唐津車両センター
唐津車両センター（からつしゃりょうセンター）は、唐津線西唐津駅付近にある九州旅客鉄道（JR九州）本社管轄の車両基地である。

### 配置車両の車体に記される略号
「本カラ」：本社を意味する「本」と、唐津の電報略号「カラ」から構成される。なお、北部九州地域本社管轄時代は「北カラ」（「北」は北部九州地域本社を意味する）であった。

### 配置車両
以下は、2020年（令和2年）9月14日現在所属している車両である。

#### 電車
福岡市地下鉄空港線・筑肥線（姪浜 - 唐津間）、唐津線（唐津 - 西唐津間）の快速・普通列車で運用されている。全車両が当センターにのみ配置されており、編成番号には他区所のような区所略号はない。
- 103系電車（E編成）
  - 1500番台の3両編成5本（E12 - 14・17・18）の計15両が配置されている。保留車になっていたE11は解体済み。

- 303系電車（K編成）
  - 6両編成3本 (K01 - 03) 、計18両が配置されている。
- 305系電車（W編成）
  - 6両編成6本 (W1 - 6) 、計36両が配置されている[5]。

#### 気動車
唐津線・筑肥線（山本 - 伊万里間）の普通列車で運用される車両が配置されている。
- キハ47形気動車
  - 8000番台の6両（8062・8051・8121・8132・8126・8157）と、9000番台の2両 (9097・9126) の計8両が配置されている。このうち、8000・9000番台車は機関換装施工済み車両である。
  - 2019年（平成31年）に香椎線で819系に置き換えられたキハ47のうち1編成 (8133) （アクアライナー塗装）が、唐津車両センターに転属された。しかしその後、1度だけ運用に入った後、小倉総合車両センターへ入場。九州色に塗り替えられ鹿児島へ転属。のちに鹿児島からトレードする形で8126が唐津に転属してきた。
  - 2020年9月8日から9日にかけてキハ47-136が小倉総合車両センターに廃車回送された。
  - 2022年4月26日から4月27日にかけてキハ47-128+キハ47-1127が小倉総合車両センターに廃車回送された。

- - 現在鹿児島からキハ47-8074+9074が廃車前提の長期疎開留置をしている。
- キハ125形気動車
  - 0番台の7両 (2 - 8) が配置されている。
  - キハ125-9はロマンシングサガラッピングが行われる直前に大分へ転属している。